# Apella
Die sogenannte Apella (griechisch ἀπέλλα apélla) war die Volksversammlung des antiken Sparta.

## Etymologie
Der Name „Apella“ wurde aus dem Verb ἀπελλάζειν (apellázein) geschlossen, welches in der Großen Rhetra für die Einberufung der Volksversammlung gebraucht wird. Da anzunehmen ist, dass die Rhetra eine bereits bestehende Verfassung in Sparta im Nachhinein legitimieren sollte, könnte der Name der spartanischen Bürgerversammlung so abgeleitet werden. Thukydides und Xenophon allerdings, beides Kenner der spartanischen Verhältnisse, verwenden durchgängig den allgemeingriechisch üblichen Begriff ekklesía für die spartanische Bürgerversammlung, was die Verwendung des Namens Apella als problematisch erscheinen lässt.

## Allgemeines
Zur Teilnahme an der Volksversammlung war jeder männliche spartanische Vollbürger (Spartiat) über 30 Jahren berechtigt, dem dieses Recht nicht aberkannt worden war. Periöken und insbesondere Frauen und Heloten waren von ihr ausgeschlossen. Während in früherer Zeit wohl die Könige den Vorsitz führten, ging dieser im 6. Jahrhundert an die Ephoren über, welche die Volksversammlung von da an auch einberiefen. In der Großen Rhetra, dem spartanischen Verfassungswerk, wurde festgelegt, dass die Apella regelmäßig einberufen werden sollte. Abstimmungen wurden in archaischer Weise nach der Lautstärke entschieden, in der sich die jeweiligen Verfechter oder Ablehner einer Vorlage mit Rufen oder Gebrüll „äußerten“. Im Zweifelsfall über das Ergebnis geschah die Stimmabgabe durch sogenannten Hammelsprung.

## Befugnisse
Formal war die Apella die oberste Entscheidungsinstanz, hatte aber in Fragen der aktuellen und auswärtigen Politik letztendlich wenig Entscheidungsspielraum, da sie in ihrem Beschluss an die Vorlagen der Könige (Doppelkönigtum), der Geronten und insbesondere der Ephoren gebunden war. Im Allgemeinen war ihre Zustimmung zu Gesetzen und anderweitigen Beschlüssen jedoch notwendig, auch was beispielsweise die Entscheidung über Krieg und Frieden betraf.
Die Volksversammlung wählte des Weiteren alle Beamten des lakedaimonischen Staates, so vor allem die Geronten und die Ephoren. Das Wahlverfahren entsprach dem allgemeinen Abstimmungsmodus: Die durch die Regierungsbehörden im Vorfeld ausgewählten Kandidaten wurden den anwesenden Bürgern vorgeführt und die Wahl gewann derjenige, der vom damos (lakonisch Volk) den größten Zuspruch erhielt. In strittigen Fällen der Thronfolge der Königshäuser entschied die Versammlung über den zukünftigen König.
Da den Bürgern offenbar kein Rede- oder Antragrecht zukam und so in der Apella also normalerweise nicht debattiert wurde (im Unterschied zu Athen), brachten nur die Geronten und Ephoren Anträge ein, über welche die Spartiaten in der Folge abstimmen konnten. Sofern Diskussionen der Apella überliefert sind, scheinen sie sich auf die Vertreter der Behörden und fremde Gesandte zu beschränken, die eventuell sogar um das Votum des Volkes „rangen“, welches nach Abschluss der Debatten gefällt wurde.
Obgleich die Gesetzgebung eine Hauptaufgabe der Volksversammlung war, sind konkrete Gesetze nur spärlich überliefert. Insbesondere die schriftliche Aufzeichnung von Gesetzen soll verpönt und/oder verboten gewesen sein.